# A Little Ain't Enough
A Little Ain't Enough är ett klassisk heavy metal-album av David Lee Roth, utgivet 1991 av Warner Bros. Records. Det är inspelat i Little Mountain Sound Studios i Vancouver i Kanada.
Albumet var Roths första som soloartist utan gitarristen Steve Vai, som ersatts av Jason Becker. Becker lämnade bandet efter att han fått sjukdomen ALS och inte kunde spela gitarr längre då han tappade all muskelfunktion i händerna

## Låtlista
1. "A Lil' Ain't Enough" (Robbie Nevil/David Lee Roth) - 4:41
2. "Shoot It" (Gregg Bissonette/Robbie Nevil/David Lee Roth/Brett Tuggle) - 4:13
3. "Lady Luck" (Craig Goldy/David Lee Roth) - 4:41
4. "Hammerhead Shark" (Eric Lowen/David Lee Roth/Preston Sturges) - 3:34
5. "Tell the Truth" (Steve Hunter/David Lee Roth/Brett Tuggle) - 5:18
6. "Baby's on Fire" (Steve Hunter/David Lee Roth/Brett Tuggle) - 3:22
7. "40 Below" (Steve Hunter/David Lee Roth/Brett Tuggle) - 4:54
8. "Sensible Shoes" (Dennis Morgan/David Lee Roth/Preston Sturges) - 5:09
9. "Last Call" (Matt Bissonette/Gregg Bissonette/Rocket Ritchotte/David Lee Roth/Brett Tuggle) - 3:22
10. "The Dogtown Shuffle" (Steve Hunter/David Lee Roth/Brett Tuggle) - 4:58
11. "It's Showtime!" (Jason Becker/David Lee Roth) - 3:46
12. "Drop in the Bucket" (Jason Becker/David Lee Roth) - 5:06

## Medverkande
- David Lee Roth - sång
- Steve Hunter - elgitarr
- Jason Becker - gitarr
- Brett Tuggle - keyboard och kör
- Matt Bissonette - elbas och kör
- Gregg Bisonette - trummor och slagverk